# Xhafzotaj

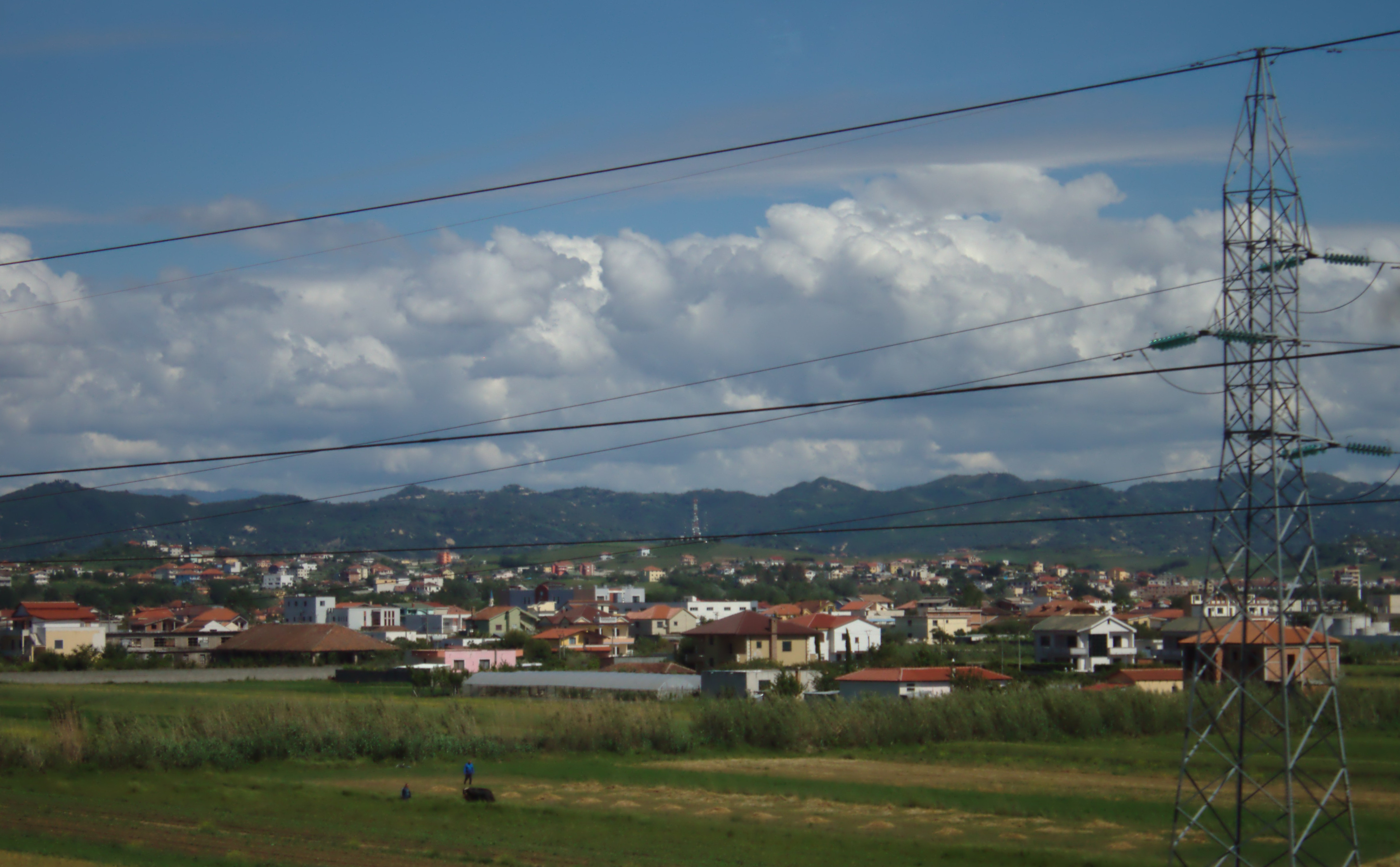
Der Ort von der Autobahn aus gesehen

Xhafzotaj ist ein Ort im Westen Albaniens in der Gemeinde Shijak im Qark Durrës. Das Dorf liegt einige Kilometer östlich von Durrës, nur durch den Fluss Erzen vom Städtchen Shijak getrennt. Das Gebiet rund um Xhafzotaj in der Küstenebene ist sehr flach. Bis zum Ufer der Adria im Norden sind es rund sieben Kilometer. Die Einwohnerzahl beträgt 10.044 Menschen (Volkszählung 2023).
Bis 2015 war Xhafzotaj eine eigenständige Gemeinde (komuna), heute ist es eine Njësia administrative der Bashkia Shijak. Zu dieser gehören auch die Dörfer Sallmonaj, Rreth, Pjezga, Hardishta und Boraka, wo eine kleine bosnische Minderheit lebt. Die beiden Orte Xhafzotaj und Sallmonaj haben zusammen mehr Einwohner als der Hauptort Shijak. Im Jahr 2011 betrug die Bevölkerungszahl 12.381 Einwohner – in zwölf Jahren hat der Ort also fast 20 % der Bevölkerung verloren.
Weitere frühere Ortsteile von Xhafzotaj im Westen und Süden gehören heute zur Bashkia Durrës. Sie sind Teil der Njësia administrative Rrashbull.
Früher durchquerte die Hauptstraße von Durrës nach Tirana den Ort. Heute führt der Verkehr hauptsächlich über die Autobahn, die den Ort nordwestlich umfährt. Im einst stark landwirtschaftlich geprägten Gebiet haben sich wie überall im Großraum Tirana–Durrës zwischenzeitlich viele Kleinunternehmen und Fabriken angesiedelt.
Südlich von Xhafzotaj befinden sich auf ehemaligem Gemeindegebiet Kurzwellen-Sendeanlagen von Radio Tirana. Der höchste Sendemast ist mit 130 Metern Höhe das höchste Bauwerk Albaniens. Die Mittelwellen-Sendeanlagen von Flakka liegen im Nordwesten des ehemaligen Gemeindegebiets.